# Denkmäler der Provinz Shaanxi
Die Denkmalliste der Provinz Shaanxi (chinesisch 陝西省文物保護單位 / 陕西省文物保护单位, Pinyin Shǎnxī shěng wénwù bǎohù dānwèi – „Denkmäler der Provinz Shaanxi“) ist eine vom Amt für Kulturgegenstände der Provinz Shaanxi (陕西省文物局,  Shaanxi sheng wenwu ju) in der Volksrepublik China aufgestellte Denkmalliste von geschützten historischen Stätten und Kulturgütern. Sie werden von der Volksregierung der Provinz Shaanxi bestimmt und vom Staatsrat der Volksrepublik China bekanntgegeben.
Eine 1. Liste stammt vom 6. August 1956, eine 2. Liste vom 31. Mai 1957, eine 3. Liste vom 20. April 1992, eine 4. Liste vom 24. September 2003, eine 5. Liste vom 16. September 2008.
Die Liste umfasst bedeutende Stätten für Geschichte, Religion, Kunst und Wissenschaft: Gebäude, Gräber, alte Architektur, Klöster, Steininschriften und anderes.
Ein Teil der Denkmäler der Provinz Shaanxi steht auch auf der Liste der Denkmäler der Volksrepublik China.

## Übersicht nach Bezirken

### Xi’an西安市

#### Beilin碑林区
- Xingqing gong yizhi 兴庆宫遗址
- Dong Zhongshu mu 董仲舒墓
- Baxian an 八仙庵
- Baoqing si ta 宝庆寺塔
- Guanzhong shuyuan 关中书院
- Gao Peizhi jiuju 高培支旧居
- Zhongshan tushuguan jiuzhi 中山图书馆旧址
- Wolong si shike he tiezhong 卧龙寺石刻和铁钟
- Xibei daxue litang 西北大学礼堂

#### Baqiao灞桥区
- Wo'erduo yizhi 斡尔垛遗址
- Xinsi yizhi 新寺遗址
- Bao taihou ling 薄太后陵
- Dou huanghou ling 窦皇后陵

#### Xincheng新城区
- Ming Qin wangfu chengqian yizhi 明秦王府城墙遗址
- Qin zhuang xiang wang mu 秦庄襄王墓
- Dongyue Miao 东岳庙
- Geming gongyuan 革命公园
- Xi’an renmin juyuan 西安人民剧院
- Shaan jian ji tuan ban gong lou 陕建集团办公楼

#### Lianhu莲湖区
- Daxuexi xiang qingzhensi 大学习巷清真寺
- Xiaopoyian qingzhensi 小皮院清真寺
- Lei shen miao wan ge lou 雷神庙万阁楼
- Tai ye chi yizhi 太液池遗址
- Bei yuan men 144 hao minju 北院门144号民居
- Wuxingjie tianzhu jiaotang 五星街天主教堂 (西安方济各主教座堂)

#### Yanta雁塔区
- Daxingshan si 大兴善寺
- Tiantan yizhi 天坛遗址
- Qin’ershihugai mu 秦二世胡亥墓
- Yuhuazhai yizhi 鱼化寨遗址
- Xi’an ligong daxie Xi Han mihua mu 西安理工大学西汉壁画墓

#### Weiyang未央区
- Jiangzhang gong Qiandian yizhi 建章宫前殿遗址

#### Chang’an长安区
- Daren yizhi 大仁遗址
- Erlong ta 二龙塔
- Zhou Mu wang ling 周穆王陵
- Du gong ci 杜公祠
- Xiang ji si 香积寺
- Sheng shou si ta 圣寿寺塔
- Niulangzhinü shike 牛郎织女石刻
- Qinghuashan shiku 清华山石窟
- Yuanshi jiazu mudi 袁氏家族墓地
- Chang’an Guoshi minzhai 长安郭氏民宅

#### Lintong临潼区
- Baijia yizhi 白家遗址
- Xiduan yizhi 西段遗址
- Bian Que mu 扁鹊墓 (Grab von Bian Que)

#### Gaoling高陵县
- Li Sheng bei 李晟碑
- Huiduipo yizhi 灰堆坡遗址
- Baima si Tanjuluo yizhi 白马寺滩聚落遗址
- Lü Nan mu 吕楠墓
- Ersheng gong 二圣宫
- Tongyuanfang tianzhu jiaotang 通远坊天主教堂

#### Hu户县
- Cuijiabao yizhi 崔家堡遗址
- Huangnancun yizhi 黄堆村遗址
- Beizhangbasicun yizhi 北丈八寺村遗址
- Hutuocun yizhi 滹沱村遗址
- Chengguan yizhi 城关遗址
- Songcun yizhi 宋村遗址
- Zhenshoucun yizhi 真守村遗址
- Wangji ling 王季陵
- Wang Jiusi mu 王九思墓 (Grab von Wang Jiusi)
- Chen Ping mu 陈平墓
- Caotang si 草堂寺
- Luxian wenmiao 户县文庙
- Taishi qiao 太史桥
- Huxian zhonglou 户县钟楼
- Jingde ta 敬德塔
- Yuxianqiao ji Shizaoxiang 遇仙桥及石造像
- Yang Li mu 杨砺墓
- Luohan si 罗汉寺
- Huxian Wangshi zongci 户县王氏宗祠
- Huxian Dongyue miao 户县东岳庙

#### Lantian蓝田县
- Huaizhenfang yizhi 怀珍坊遗址
- Dinghu yanshou gong yizhi 鼎湖延寿宫遗址
- Cai wen ji mu 蔡文姬墓
- Xi shui tong yizhi 锡水洞遗址
- Xie hu yizhi 洩湖遗址
- Huaxu ling 华胥陵
- Gepai zhen geming yizhi 葛牌镇革命旧址

#### Zhouzhi周至县
- Li Yong mu 李颙墓
- Laozi mu 老子墓
- Xianyou si 仙游寺
- Lou guan tai 楼观台
- Ma ying yizhi 马营遗址
- Xiyu gongdian yizhi 西峪宫殿遗址
- Fo Pingting gucheng 佛坪厅故城
- Li Maozhen mu 李茂贞墓
- Xuan di ci Yuhuang lou 玄帝祠玉皇楼
- Tangluodao yizhi zhouzhi duan 傥骆道遗址周至段
- Zongshenggong yizhi 宗圣宫遗址
- Zhao Zhan mu 赵瞻墓
- Lu Hanlin guju 路翰林故居
- Zhou gong ming miao 赵公明庙
- Zhouzhi Wangshi zongci 周至王氏宗祠

### Tongchuan铜川市

#### Wangyi王益区
- Wangjiahe yizhi 王家河遗址
- Tankegou yizhi 炭科沟遗址
- Xingyuan si ta 兴元寺塔
- Leiping si 雷坪寺

#### Yintai印台区
- Li di po yao zhi 立地坡窑址
- Tongchuan ta 铜川塔
- Tongchuan Wenhuai Dachengdian 铜川文庙大成殿
- Tuoluoni jingchuang 陀罗尼经幢 Dharani-Säule
- Jiangnü ci yizhi 姜女祠遗址

#### Yaozhou耀州区
- Qianshenhe yizhi 前申河遗址
- Xi du zhong cun yizhi 西独冢村遗址
- Liu Gongquan mu 柳公权墓
- Ling hu de fen mu 令狐德棻墓
- Sun Simiao guli 孙思邈故里 (Sun Simiao)
- Zhaojin geming jiuzhi 照金革命旧址
- Taizi si shiku 太子寺石窟
- Xiangshan si yizhi 香山寺遗址
- Baishu yuan ta 柏树塬塔
- Yanchang si ta 延昌寺塔
- Liujia wan moya zaoxiang 柳家湾摩崖造像

#### Yijun宜君县
- Wuli zhen yizhi 五里镇遗址
- Huashi ya shiku 花石崖石窟
- Qinjiahe moya zaoxiang 秦家河摩崖造像
- Yushe xilou 榆舍戏楼

### Baoji宝鸡市

#### Chencang陈仓区
- Fayucun yizhi 伐鱼村遗址
- Yaxianling yizhi 鸭限岭遗址
- Hejiawan yizhi 贺家湾遗址
- Diaoyutai 钓鱼台 (姜太公釣魚台)
- Panxigong beike 磻溪宫碑刻
- Yangjiagou yizhi 杨家沟遗址
- Tongjiagou yizhi 仝家沟遗址
- Ningwang yizhi 宁王遗址
- Jiacun yizhi 贾村遗址
- Nanchang gong 南昌宫

#### Jintai金台区
- Tongjiaya yizhi 仝家崖遗址
- Nanpo yizhi 南坡遗址
- Hanjiaya yizhi 韩家崖遗址
- Wangjiayan yizhi 王家堰遗址
- Fulinbao yizhi 福临堡遗址
- Gaojiaping yizhi 高家坪遗址
- Daijiawan yizhi 戴家湾遗址

#### Weibin渭滨区
- Shizuitou yihao yizhi 石嘴头一号遗址
- Dasanguan yizhi 大散关遗址
- Jintai guan 金台观
- Tashao yizhi 塔稍遗址
- Rujiazhuang yizhi 茹家庄遗址
- Gaojiacun yizhi 高家村遗址
- Xuguangcun erhao yizhi 旭光村二号遗址
- Xiaoling 孝陵
- Qinchuan jichuang chang Mao Zedong suxiang 秦川机床厂毛泽东塑像

#### Chunhua淳化县
- Jinchuanwan shiku 金川湾石窟

#### Feng (Baoji)凤县
- Liangluping yizhi 梁鹿坪遗址

#### Fengxiang凤翔县
- Shuigou yizhi 水沟遗址
- Wujiatou yizhi 吴家头遗址
- Aoli yizhi 凹里遗址
- Sunjianantou gongdian yizhi 孙家南头宫殿遗址
- Sunjianantou Xi Han cangchu yizhi 孙家南头西汉仓储遗址
- Fengxiang Zhoushi minju 凤翔周氏民居
- Fengxiang Dong Hu yuanlin 凤翔东湖园林

#### Fufeng扶风县
- Jianyuan yizhi 姜嫄遗址
- Dongqu yizhi 东渠遗址
- Shangdecun yizhi 上德村遗址
- Qin jia zhuang yi hao yizhi 秦家庄一号遗址
- Wang jia tai yizhi 王家台遗址
- Yijiabao yizhi 益家堡遗址
- Ma Yuan mu 马援墓 (Ma Yuan)
- Ban Gu mu 班固墓 (Ban Gu)
- Yang Xun mu 杨珣墓 (Yang Xun)
- Anban yizhi 案板遗址
- Bailongwan yizhi 白龙湾遗址
- Xiakang yizhi 下康遗址
- Dachen yizhi 大陈遗址
- Wudugou yizhi 五郡沟遗址
- Wenyushan zhaoyuan 温玉珊宅院

#### Linyou麟游县
- Chengguancun yizhi 城关村遗址
- Yuanziping yizhi 园子坪遗址
- Caijiahe yizhi 蔡家河遗址
- Jiucheng gong liquan mingbei 九成宫醴泉铭碑
- Lushena tiefo 卢舍那铁佛
- Duyang xian gucheng 杜阳县故城
- Purunxian gucheng 普润县故城
- Linxiqiao shiku 麟溪桥石窟
- Qianfo yuan moya zaoxiang 千佛院摩崖造像
- Caijiahe moya zaoxiang 蔡家河摩崖造像

#### Long陇县
- Bianjiazhuang yizhi 边家庄遗址
- Maizaoyu yizhi 麦枣峪遗址
- Yuzou yihao yizhi 峪头一号遗址
- Yuanzitou yizhi 塬子头遗址
- Weijiazhuang yizhi 韦家庄遗址
- Longmen dong 龙门洞

#### Mei眉县
- Qingqiu yizhi 清湫遗址
- Lingbao yizhi 岭堡遗址
- Baijiacun yizhi 白家村遗址
- Hanjiagou yizhi 韩家沟遗址
- Dongpo yizhi 东坡遗址
- Di’erpo yizhi 第二坡遗址
- Diwucun gongdian yizhi 第五村宫殿遗址
- Li Bai mu 李柏墓
- Zhang Zai mu 张载墓 (Zhang Zai)
- Zhang Zai ci 张载祠
- Jingguang sita 净光寺塔

#### Qishan岐山县
- Cang jie miao yizhi 仓颉庙遗址 (Cang Jie)
- Sunjia yizhi 孙家遗址
- Shuang an yizhi 双庵遗址
- Weijiahe yihao yizhi 魏家河一号遗址
- Yongyao 永尧遗址
- Jiyang yihao yizhi 岐阳一号遗址
- Dingtong yizhi 丁童遗址
- Zhaojiatai yizhi 赵家台遗址
- Yujiazui yizhi 王家嘴遗址
- Wuzhangyuan Zhuge Liang miao 五丈原诸葛亮庙
- Dongpo yizhi 东坡遗址
- Zhou tai wang ling 周太王陵
- Liang Xingyuan ci 梁星源祠

#### Qianyang千阳县
- Xigou yizhi 西沟遗址
- Dengjiabao yizhi 邓家堡遗址
- Qianchuan yizhi 前川遗址
- Fengtou yizhi 丰头遗址
- Pi tian lu si cun yizhi 毗田卢寺村遗址
- Xinmin yizhi 新民遗址
- Wanglutai yizhi 望鲁台遗址

#### Taibai太白县
- Baoye zhandao yizhi 褒斜栈道遗址

### Xianyang咸阳市

#### Weicheng渭城区
- Li Pei mu 李昞墓
- Zhou ling 周陵
- Qianfo tieta 千佛铁塔
- Fenghuang tai 凤凰台
- Hu Dengzhou mu 胡登州墓
- Xianyang gudu yizhi 咸阳古渡遗址
- Xinxing youdian 新兴油店

#### Qindu秦都区
- Shahegu qiao yizhi 沙河古桥遗址
- Liu Gu’yu mu 刘古愚墓

#### Bin彬县
- Gong Sunhe mu 公孙贺墓
- Fu Jian mu 苻坚墓
- Gong Liu mu 公刘墓
- Feng Hui mu 冯晖墓
- Tao Gu mu 陶谷墓

#### Changwu长武县
- Jiangtai Shan yizhi 将台山遗址
- Nianzi po yizhi 碾子坡遗址
- Baijiazui yizhi 拜家嘴遗址
- Dongjiaping yizhi 董家坪遗址
- Niu Hong mu 牛弘墓
- Xiamencun yizhi 下孟村遗址

#### Chunhua淳化县
- Xiliangjia yizhi 西梁家遗址
- Gouyi furen mu 勾弋夫人墓

#### Jingyang泾阳县
- Li Yizhi mu 李仪祉墓
- Jingyang wenmiao 泾阳文庙
- An wu qing chuan ban geming yizhi 安吴青训班革命旧址
- Wangyi gong yizhi 望夷宫遗址
- Kou zhen gong dian yizhi 口镇宫殿遗址
- Yang zhao gong dian yizhi 杨赵宫殿遗址
- Taikun si dadian 太壸寺大殿
- Zhongguo renmin kangti hongjun qiandi zongzhihuibu ji Balujun zongbu jiuzhi 中国人民抗日红军前敌总指挥部暨八路军总部旧址
- Wukong chanshi ta 悟空禅师塔
- Lijiacun fangwei lou 李家村防卫楼
- Guojia dadi yuandian 国家大地原点 (中华人民共和国大地原点)

#### Liquan礼泉县
- Xiangji sita 香积寺塔
- Jingui si Putong ta 金龟寺普通塔
- Zhumazui yizhi 朱马嘴遗址
- Liquan wenmiao 礼泉文庙
- Ningjia yizhi 宁家遗址
- Yanxia caotang 烟霞草堂
- Shiquan lianganglu 石泉炼钢炉

#### Qian乾县
- Liangshan gong yizhi 梁山宫遗址
- Guocun yizhi 郭村遗址
- Qin ganquan gong yizhi 秦甘泉宫遗址

#### Sanyuan三原县
- Chiyang gong yizhi 池阳宫遗址
- Shaijiahe erhao yizhi 邵家河二号遗址
- Fanjiahe erhao yizhi 樊家河二号遗址
- Wang Cheng mu 王澂墓
- Yongkang ling 永康陵
- Ma Li mu 马理墓
- Zhongwangbao muta 中王堡木塔
- Gulong qiao 古龙桥
- Mengdian minzhai 孟店民宅
- Dongli huayuan 东里花园
- Hongshuicun yizhi 洪水村遗址
- Yu Zhining mu 于志宁墓
- Hongdao shuyuan jiuzhi 宏道书院旧址
- Liuligou yizhi 刘李沟遗址
- Huijia gongdian yizhi 惠家宫殿遗址
- Yu Youren guju ji minzhi zhongxue 于右任故居及民治中学
- Sanyuan tianzhu jiaotang 三原天主教堂

#### Wugong武功县
- Zhengjiapo yizhi 郑家坡遗址
- Xiangyao yizhi 香尧遗址
- Shijia yizhi 史家遗址
- Wangshaotai yizhi 王烧台遗址
- Jiangyuan 姜嫄墓
- Su Wu mu 苏武墓
- Sui Yan Di ling 隋炀帝陵
- Baoben sita 报本寺塔
- Wugong chenghuangmiao 武功城隍庙
- Andi yizhi 岸底遗址
- Jiaojia tai 教稼台
- Wugong Guandi miao 武功关帝庙
- Wangxian gong 望仙宫
- Si bei hou ta 寺背后塔

#### Xingping兴平市
- Yang Guifei mu 杨贵妃墓
- Xingpingbei ta 兴平北塔
- Wenmiao Dacheng dian 文庙大成殿
- Yang Shuanshan mu 杨双山墓

#### Xunyi旬邑县
- Anren ciyao yizhi 安仁瓷窑遗址
- Tangjia minzhai 唐家民宅
- Majiahe shiku si 马家河石窟寺
- malan geming jiuzhi 马栏革命旧址
- Xiyuan huashi chutudi 西塬化石出土地
- Xunyi wenmiao 旬邑文庙

#### Yongshou永寿县
- Loujin mu 娄进墓
- Lu Gu mu 陆贾墓
- Anjinzang mu 安金藏墓
- Chang sun wu ji mu 长孙无忌墓
- Qi Wie mu 七尉墓（七尉坟）
- Yunji si tiezhong 云寂寺铁钟

### Weinan渭南市

#### Linwei临渭区
- Kou Zhun mu 寇准墓
- Chongning gong yizhi 崇宁宫遗址
- Beiliu yizhi 北刘遗址
- Weinan wenmiao dachengdian 渭南文庙大成殿
- Fanshutai yizhi 焚书台遗址
- Li sanshi mu 李十三墓
- Weinan gulou 渭南鼓楼
- Huizhao sita 慧照寺塔
- Xinyi shipaifang 信义石牌坊
- Weiyang lou 渭阳楼

#### Baishui白水县
- Yongheng ling 永恒陵
- Xiahexi yizhi 下河西遗址
- Feiquan si yizhi 飞泉寺遗址
- Du Kang 杜康墓
- Lei gong mu 雷公墓
- Baishui chenghuangmiao 白水城隍庙
- Baishui Shousheng si 白水寿圣寺

#### Chengcheng澄城县
- Longshouba 龙首坝
- Yaotouyao yizhi 尧头窑遗址

#### Dali大荔县
- Dai ci cenlou 岱祠岑楼，Jinlong sita 金龙寺塔
- Lishi jiazu mudi 李氏家族墓地
- Donggaoyuan chengbao 东高垣城堡
- Taibai miao 太白庙
- Jinlong sita 金龙寺塔
- Sanyi miao 三义庙
- Libei zhanyi jinianyuan 荔北战役纪念园
- Wenshu xinta 文殊新塔

#### Fupong富平县
- Wang Jian mu 王翦墓
- Li Zhongjun mu 李重俊墓
- Cheng ling 成陵
- Fayuan sita 法源寺塔
- Fuping ziefo 富平铁佛
- Panlongwan yizhi 盘龙湾遗址
- Sangyuan yaozhi 桑园窑址
- Wang Bi mu 王贲墓
- Han tai shang huang ling 汉太上皇陵
- Wanhu sita 万斛寺塔

#### Hancheng韩城市
- Guandi miao zhengdian 关帝庙正殿
- Sanqian dian 三清殿
- Fuli gong yizhi 扶荔宫遗址
- Dongying miao 东营庙
- Hancheng jiulang miao 韩城九郎庙
- Qingshan si Dafodian 庆善寺大佛殿
- Yuxiu qiao 毓秀桥
- Mituo si 弥陀寺
- Sanyi mu 三义墓
- Liuzhi Guandi miao 柳枝关帝庙
- Ji Cansheng guju 吉灿升故居
- Hancheng Sujia minju 韩城苏家民居
- Hancheng Gaojia citang 韩城高家祠堂
- Hancheng jiejia minju 韩城解家民居
- Hancheng gujie fang 10 hao 韩城古街房10号
- Yongfengchang (jiangyuan) jiuzhi 永丰昌（酱园）旧址
- Hancheng Guojia minju 韩城郭家民居
- Balujun du Huang He chushi Kang-Ri jiniandi 八路军东渡黄河出师抗日纪念地

#### Heyang合阳县
- Luoshan sita 罗山寺塔
- Heyang xian wenmiao 合阳县文庙
- Meng-han he wenbei 蒙汉合文碑
- Daxiang sita 大象寺塔
- Fushan si 福山寺

#### Hua华县
- Nanshao yizhi 南沙遗址
- Qiaoshang qiao 桥上桥
- Chanxiu si Dadian 禅修寺大殿
- Li Yuanliang bei 李元谅碑
- Zheng Huang gongmu 郑桓公墓
- Dongyang muqun 东阳墓群
- Huaxian wenmiao Dacheng dian 华县文庙大成殿
- Qianlong si 潜龙寺
- Yongqing si 永庆寺
- Yaowang miao 药王庙
- Gaotang huiguan 高塘会馆
- Ningshan si 宁山寺
- Yunkong chuanyuan 蕴空禅院

#### Huayin华阴县
- Yuquan yuan 玉泉院
- Xiguan cun yizhi 西关村遗址

#### Pucheng蒲城县
- Gao Lishi mu 高力士墓
- Rang huang di ling 让皇帝陵
- Bei sita 北寺塔
- Pucheng Nan sita 蒲城南寺塔
- Kaoyuan 考院
- Pucheng wenmiao 蒲城文庙
- Zhi yi cao cang yizhi 徵邑漕仓遗址
- Long shou qu jing qu yizhi 龙首渠井渠遗址
- Yun hui jiangjun bei 云麾将军碑
- Yang hu cheng jiuju 杨虎城旧居
- Haiyuan sita 海源寺塔
- Pingli miao xian Guandi miao 平路庙乡关帝庙
- Changle baota 常乐宝塔
- Pu cheng nan miao 蒲城南庙
- Wang Ding guju 王鼎故居
- Wan jia jie xiao fang 万家节孝坊
- Wang Yijian guju 王益谦故居
- Wang Zhendong guju 王振东故居
- Wu mu tu shu lou 勿幕图书楼
- Yue Xifeng guju 岳西峰故居
- Guojia shoushi zhongxin Pucheng shoushitai jiuzhi 国家授时中心蒲城授时台旧址

#### Tongguan潼关县
- Shi’er liancheng fenghuotai yizhi 十二连城烽火台遗址
- cheng yizhi 潼关城遗址
- Sizhou cheng yizhi 泗洲城遗址
- Nanzhai yizhi 南寨遗址

### Yan’an延安市

#### Baota宝塔区
- Lu shan mao yizhi 芦山峁遗址
- Feng lin gucheng yizhi 丰林故城遗址
- Liuli ta 琉璃塔
- Qingliang Shan Wanfo is 清凉山万佛寺
- Qinghua Bian zhanyi yizhi 青化砭战役遗址
- Panlong yizhi 蟠龙战役遗址
- Pingzhuang tuanzhibu jiuzhi 冯庄团支部旧址
- Riben gongyi xuejiao jiuzhi 日本工农学校旧址
- Zhongyang Junwei Tongxin ju (sanju) jiuzhi 中央军委通信局（三局）旧址
- Zhongguo nüzi daxue jiuzhi 中国女子大学旧址
- Zhongguo yike daxue jiuzhi 中国医科大学旧址
- Bai Qiu’en guoji he Ping yiyuan jiuzhi 白求恩国际和平医院旧址 (Henry Norman Bethune)

#### Ansai安塞县
- Ansai Dafo si shiku 安塞大佛寺石窟
- Wangjiawan geming jiuzhi 王家湾革命旧址

#### Fu富县
- Jiaodao yizhi 交道遗址
- Kaiyuan sita 开元寺塔
- Baishan sita 柏山寺塔
- Fuyan yuanta 福严院塔
- Bafeng si talin 八卦寺塔林
- gezitou shiku 阁子头石窟
- Dongcun huiyi jiuzhi 东村会议旧址

#### Ganquan甘泉县
- Shigong si shiku 石宫寺石窟
- Zhongbao si yizhi 众宝寺遗址
- Fanyanbao gucheng 藩延堡故城
- Fuzheng gucheng 敷政故城
- Xiasiwan Mao Zedong jiuju 下寺湾毛泽东旧居

#### Huangling黄陵县
- Xiangfang shiku 香坊石窟

#### Huanglong黄龙县
- Beipo yizhi 贝坡遗址
- Yangjia fenshan yizhi 杨家坟山遗址
- Xiaosizhuang shiku 小寺庄石窟
- Xishan yizhi 西山遗址
- Muguazhai yizhi 木瓜寨遗址
- Liugou yingcheng 柳沟营城
- Yiwan zhanyi yizhi 宜瓦战役遗址

#### Luochuan洛川县
- Wanfeng ta 万凤塔
- Renli fu xilou 仁里府戏楼
- Chaoyang shuyuan 朝阳书院
- Luochuan tu ta qun 洛川土塔群

#### Wuqi吴起县
- Tiebiancheng yizhi 铁边城遗址
- Shugua yizhi 树坬遗址
- Zhonggong S´haan Gan Ning shengwei jiuzhi 中共陕甘宁省委旧址

#### Yanchuan延川县
- Taixiang si guiyi jiuzhi 太相寺会议旧址
- Shen ge da shan yizhi 神疙瘩山遗址
- Xiao cheng min su wen hua cun 小程民俗文化村

#### Yanchang延长县
- Qilicun shiku 七里村石窟
- Nanchan si 南禅寺
- Dongzheng huiyi jiuzhi 东征会议旧址

#### Yichuan宜川县
- Erzhanqu zhangguan bu jiuzhi 二战区长官部旧址
- Shoufeng si 寿峰寺（寿峰禅院）

#### Zhidan志丹县
- Panlong si shita 盘龙寺石塔
- Zhuanta qun 砖塔群
- Longquan si talin 龙泉寺塔林

#### Zichang子长县
- Zhaiguanshan yizhi 寨关山遗址
- Putong ta 普同塔
- Luanjiaping yizhi 栾家坪遗址
- Andingbai gucheng 安定堡故城
- Liu Zhicheng xiaoxing fang 刘至诚孝行坊
- Li Yingbang xiaoxing fang 李应榜孝行坊
- Yangmahe zhanyi yizhi 羊马河战役遗址
- Xie Zichang guju ji Xie Zichang mudi 谢子长故居及谢子长墓地

### Hanzhong汉中市

#### Hantai汉台区
- Hantai yizhi 汉台遗址
- Hanzhong dongta 汉中东塔
- Baijiangtan yizhi 拜将坛遗址
- Shanhe yan 山河堰
- Tiantaishan gujianqun 天台山古建群

#### Chenggu城固县
- Li Gu mu 李固墓
- Yang Cong 杨从仪墓
- Baoshan yizhi 宝山遗址
- Xibei lianda gongxueyuan jiuzhi 西北联大工学院旧址
- Yanzheng yan 杨填堰
- Fan Kuai mu 樊哙墓
- Xiao He mu 萧何墓
- Chenggu chenghuang miao 城固城隍庙
- Chenggu wenmiao Dacheng dian 城固文庙大成殿
- Dongyang gong 洞阳宫
- Chenggu zhonglou 城固钟楼

#### Foping佛坪县
- Foping heshi minju 佛坪何氏民居

#### Lüeyang略阳县
- Jiangshen miao 江神庙
- Ziyun gong 紫云宫

#### Mian勉县
- Ma Zhou mu ci 马超墓祠
- Wu Hou ci 武侯祠
- Liu Bei shetan yizhi 刘备设坛遗址
- Yangping guan yizhi 阳平关遗址
- Zhang lu nü mu 张鲁女墓

#### Nanzheng南郑县
- Shengshui si 圣水寺
- He Tingying guju 何挺颖故居

#### Ningqiang宁强县
- Qingmuchuan laojie 青木川老街
- Qingmuchuan Weishi zhuangyuan 青木川魏氏庄园
- Qingmuchuan furen zhongxue zaoqi jianzhu 青木川辅仁中学早期建筑

#### Xixiang西乡县
- Hejiawan yizhi 何家湾遗址
- Wuziguan 午子观
- Luling si 鹿龄寺

#### Yang洋县
- Zhigui si 智果寺
- Liangma si Juehuang dian 良马寺觉皇殿
- Hong 25 jun siling bi jiuzhi 红25军司令部旧址
- Yangxian wenmiao Dacheng dian 洋县文庙大成殿
- Xujiamiao Kuixing lou 许家庙魁星楼
- Yangxian Chenghuan miao xilou 洋县城隍庙戏楼
- Liquan si Dadian 醴泉寺大殿
- Yangjia an Qianfo dong 汤家庵千佛洞
- Yangxian Xiecun minju 洋县谢村民居

#### Zhenba镇巴县
- Xiaoligou muqun 小里沟墓群
- Zhou zi ya zhi bao ta 周子垭至宝塔
- Zhenjie paifang 贞节牌坊
- Chuan Shaan sheng Shannan xian suwei’ai zhengfu yizhi 川陕省陕南县苏维埃政府遗址

### Yulin榆林市

#### Yuyang榆阳区
- Baichengtai yizhi 白城台遗址
- Xiaojiamao yizhi 肖家峁遗址
- Guchengjie chengzhi 古城界城址
- Zoumaliang muqun 走马梁墓群
- Xingminglou 星明楼
- Hongshixia 红石峡
- Wanfolou 万佛楼
- Baoningbao yizhi 保宁堡遗址
- Jian’anbao yizhi 建安堡遗址
- Changlebao yizhi 常乐堡遗址
- Yimacheng yizhi 易马城遗址
- Luowu gucheng 罗兀故城
- Qingyun si 青云寺
- Lingxiao ta 凌霄塔
- Meihua lou 梅花楼
- Daixing si 戴兴寺
- Xuankong si shiku 悬空寺石窟
- Yulin zhonglou 榆林钟楼

#### Dingbian定边县
- Wu zhuang guo liang yizhi 五庄果梁遗址
- Shichengzi yizhi 石城子遗址
- Dingbian gulou 定边鼓楼
- Zhuanjingbao yizhi 砖井堡遗址
- Sanshanbao yizhi 三山堡遗址
- Lihshujianbao yizhi 柳树涧堡遗址
- Xinxingbao yizhi 新兴堡遗址

#### Fugu府谷县
- Qixing miao 七星庙
- Hazhen Kang-Ri huodong jiuzhi 哈镇抗日活动旧址
- Zong chang shan zhen wu miao 宗常山真武庙
- Shiyaogou shiku 石窑沟石窟

#### Hengshan横山县
- Xiangling ta 响铃塔
- Boluobao gujianqun 波罗堡古建群
- Shisiwa shiku 石寺洼石窟
- Xiangshuibao yizhi 响水堡遗址
- Weiwubao yizhi 威武堡遗址
- Huaiyuanbao yizhi 怀远堡遗址
- Longfengshan miao 龙凤山庙
- Wulongshan fa yun si 五龙山法云寺

#### Jia佳县
- Xianghu si 香炉寺
- Yuquan si shiku 玉泉寺石窟
- Shenquanbao zhonggong zhongyan zhudi jiuzhi 神泉堡中共中央驻地旧址
- Yunyan si 云岩寺
- Fotang si shiku 佛堂寺石窟
- Jiaxian chengqiang 佳县城墙
- Xinglong si 兴隆寺
- Huayun si shiku 化云寺石窟
- Li Youyuan guju 李有源故居

#### Jingbian靖边县
- Qingyangcha Zhonggong Zhongyang zhudi jiuzhi 青阳岔中共中央驻地旧址
- Xiaohe huiyi jiuzhi 小河会议旧址
- Xincheng bao yizhi 新城堡遗址
- Zhenqing bao yizhi 镇靖堡遗址
- Zhenluobao yizhi 镇罗堡遗址
- Qingpingbao yizhi 清坪堡遗址
- Yandunshan fenghuotai yizhi 烟墩山烽火台遗址
- Qingpingbao guqiao 清坪堡古桥
- Ping ji you fang 冯记油坊
- Tianciwan geming jiuzhi 天赐湾革命旧址

#### Mizhi米脂县
- Li Dingming lingyuan yu guju 李鼎铭陵园与故居
- Mizhiyaodong gucheng 米脂窑洞古城
- Mizhi Changshi zhuangyuan 米脂常氏庄园
- Wangshaogou shiku 王沙沟石窟

#### Shenmu神木县
- Huangyangcheng yizhi 黄羊城遗址
- Da bao dang cheng ji muqun 大保当城址及墓群
- Zhaimao yizhi 寨峁遗址
- Erlangshan miao 二郎山庙
- Kaige lou 凯歌楼
- Shenmu Baishi minju 神木白氏民居
- Tiantaishan miao 天台山庙
- Gaojiabao gucheng 高家堡古城

#### Suide绥德县
- Mengtian mu 蒙田墓
- Fusu mu 扶苏墓
- He long shan zu shi miai 合龙山祖师庙
- Sui de dang shi zhuangyuan 绥德党氏庄园
- Han qi wang miao 韩蕲王庙

#### Zizhou子洲县
- Nanfeng zhai huiyi jiuzhi 南丰寨会议旧址
- Daxing si 大兴寺

### Ankang安康市

#### Hanbin汉滨区
- Liu jia ying yizhi 刘家营遗址
- Yuchi yizhi 鱼翅遗址
- Liujiahe yizhi 刘家河遗址
- Wangjiaba yizhi 王家坝遗址
- Xujiatai Song mu 许家台宋墓
- Baiyun si 白云寺
- Ankang wenmiao Dacheng dian 安康文庙大成殿
- Jiyi cheng gu zhanchang yizhi 吉挹城古战场遗址
- Tongqiangou Tangmu 铜钱沟唐墓
- Tai zi fen po Tang mu 太子坟坡唐墓
- Heng kou lao jie minju 恒口老街民居
- Ankang Wen’an lou 安康文安楼

#### Baihe白河县
- Kazi Huangshi minzhai 卡子黄氏民宅
- Jieling Zhangshi minzhai 界岭张氏民宅

#### Hanyin汉阴县
- Pusa quan Guanyin dian 菩萨泉观音殿
- Hanyin chengqiang 汉阴城墙
- Hanyin tushuguan ji San Shen guju 汉阴书院及三沈故居
- Hanyin wenmiao Dacheng dian 汉阴文庙大成殿

#### Langao岚皋县
- Xiaojiaba yizhi 肖家坝遗址
- Zhoushi wuxue 周氏武学
- Nanyinshan Lianhua si yizhi 南宫山莲花寺遗址
- Langao Guanyin miao 岚皋观音庙
- Lanhao Lushi citang 岚皋卢氏祠堂
- Langao Zhushi citang 岚皋祝氏祠堂
- Taipung qiao 太平桥
- Gu jian da shi ling ta 古鉴大士灵塔
- Shuang feng qiao jin du bei 双峰桥禁赌碑

#### Ningshan宁陕县
- Ningshan Chenghuang miao 宁陕城隍庙

#### Pingli平利县
- Nüwashan yizhi 女娲山遗址
- Weijiaba yizhi 魏家坝遗址
- Baiyun si yizhi 白云寺遗址
- Sanfo dong sheli ta 三佛洞舍利塔
- Pingli Liushi citang 平利刘氏祠堂

#### Shiquan石泉县
- Maling ba yizhi 马岭坝遗址
- Guiyu ling yizhi 鬼谷岭遗址
- Shiquancheng men ji Yuwang gong 石泉城门及禹王宫
- Ziwu dainan duan yizhan yizhi 子午道南段驿站遗址（包括谭家湾遗址，郭家坝遗址，万家堡遗址）
- Shiquan Wangshi minju 石泉汪氏民居
- Shiquan laijie ji chengqiang 石泉老街及城墙
- Yundou guzhen 熨斗古镇
- Shiquan zaozhi zuofang 石泉造纸作坊

#### Xunyang旬阳县
- Meng Da mu 孟达墓
- Xunyang xian Wenmiao 旬阳县文庙
- Xunyang xian Qiango dong shiku 旬阳县千佛洞石窟
- Huangzhou huiguan 黄州会馆
- Xunyang xian xicheng men 旬阳县西城门
- Yang si miao 杨泗庙（旬阳船帮会馆）
- Xunyang Hongjun mu 旬阳红军墓

#### Ziyang紫阳县
- Gao qiao zhen lang qiao 高桥镇廊桥
- Bei wu sheng huiguan 北五省会馆 web
- ziyang xian Dongcheng men lou 紫阳县东城门楼

### Shangluo商洛市

#### Shangzhou商州区
- Zijing yizhi 紫荆遗址
- Xiaoyuanping yizhi 小圆坪遗址
- Dayun si 大云寺
- Shangzhou Chenghuang miao 商州城隍庙
- Donglongshan shuangta 东龙山双塔
- Shangzhou Guoshi citang 商州郭氏祠堂

#### Danfeng丹凤县
- Shangyi yizhi 商邑遗址
- Wuguancheng yizhi 武关城遗址
- Sihao mu 四皓墓
- Erlang miao 二郎庙
- Chuanbang huiguan 船帮会馆
- Hongsanjun dongu jiuzhi 红三军军部旧址

#### Luonan洛南县
- Luonan wenmiao 洛南文庙
- Xisi muqun 西寺墓群
- Luonan pendi jiushiqi didianqun 洛南盆地旧石器地点群
- Shangluoya muqun 商洛崖墓群

#### Shanyang山阳县
- Qiaocun yizhi 乔村遗址
- Houcun yizhi 后村遗址
- Luo bang huiguan 骡帮会馆
- Shanyang Yuwang gong 山阳禹王宫

#### Shangnan商南县
- Guofenglou yizhi 过风楼遗址
- Wangjiazhuang muqun 王家庄墓群

#### Zhashui柞水县
- Fenghuangjie minju 凤凰街民居

#### Zhen’an镇安县
- Tayunshan si 塔云山寺
- Heilong miao 黑龙庙
- Chaoyang guan 朝阳观
- Zhen’an Ershi minju 镇安倪氏民居
- Zhen’an Liushi minju 镇安刘氏民居
- Miliang si 米粮寺
- Yungai si ji zhen lao jie 云盖寺及镇老街
- Taiyang shan Qianchudong moya tike 太阳山乾初洞摩崖题刻

### Yangling杨凌农业高新技术产业示范区
- Geda miao yizhi 圪垯庙遗址
- Kan jia di yizhi 坎家底遗址
- Xibei nonglin keji daxue 3 hao jiaoxuelou 西北农林科技大学3号教学楼